# Егзодус поново
„Егзодус поново“ је српски документарни филм режисера Сњежана Лаловића. Филм говори о масовном исељавању 150.000 (170.000 или 126.000) Срба у фебруару и марту 1996. са простора пет општина Српског Сарајева које су по Дејтонског мировном споразуму припале Федерацији БиХ.
Садржи кадрове исељавања Срба из општина Илијаш, Вогошћа, Илиџа, Хаџићи, као и насеља Грбавица (општина Ново Сарајево), Илиџа, Неђарићи (општина Нови Град), Семизовац, Рајловац и других. Приказује дугачке колоне камиона, аутобуса, приватних возила, пјешака са колицима и са кесама у рукама. Садржи снимке ископавања посмртних остатака са гробља у Влакову у фебруару 1996, као и поновног покопа истих на Српском војничком спомен-гробљу Мали Зејтинлик на Сокоцу. Филм на изразито једноставан начин приказује трагичне судбине сарајевских Срба из колоне, а улога режисера се огледа једино у постављању питања: „Одакле долазите“? и „Знате ли гдје идете?“.

## Радња
Након потписивања Дејтонског споразума, пет општина Српског Сарајева су припале Федерацији БиХ. Око 150.000 Срба из ових пет општина напуштају своје куће и станове, не желећи да живе под хрватско-муслиманском влашћу. Са собом носе само најнеопходније ствари. Многи одлучују да премјесте посмтрне остатке чланова своје породице. На Сокоцу се формира Српско војничко спомен-гробље Мали Зејтинлик, на које се преносе посмртни остаци 1.000 бораца Војске Републике Српске.

## Признања
- Златна медаља Београда за најбољи документарни филм на Југословенском фестивалу документарног и краткометражног филма у Београду 1996.[1]